# Тон Каанен
Тон Каанен (нід. Ton Kaanen; нар. 18 березня 1966) — нідерландський футболіст та тренер, виступав на позиції захисника.

## Кар'єра гравця
Народився в Гелені. Футбольну кар'єру розпочав у команді з рідного міста — «Квік-08», у дебютному для себе сезоні в дорослому футболі допоміг своїй команді вийти до другого дивізіону аматорського чемпіонату Нідерландів. Потім віиступав у клубах «ВВ-Сіттард» та «Гелен-Зюйд» у Гофдклассі (другий дивізіон аматорського чемпіонату країни). Останнім клубом Тона в Нідерландах був ВВ «Гейдеблюм» з Гелена. У 1999 році завершив кар'єру футболіста в бельгійському клубі «Мехелен-Веллен». Оскільки був лівоногим гравцем, то протягом усієї футбольної кар'єри виступав на лівому фланзі: спочатку — півзахисту, а наприкінці кар'єри — захисту. У професіональному футболі ніколи не грав. Як зазначив сам Каанен: «Як футболіст, я не був достатньо кваліфікованим, щоб стати профі».

## Кар'єра тренера

### Початок кар'єри
По завершенні кар'єри гравця розпочав тренерську діяльність. Спочатку тренував молодіжну команду «Гелен-Зюйд», разом з якою двічі вигравав чемпіонат. Вивів команду до третьої найвищої ліги регіонального чемпіонату. З 1999 по 2001 рік тренував клуб «Гелен-Зюйд» (четверта ліга). У дебютному для себе сезоні понизився в класі, проте вже наступного року повернув втрачені позиції. 
У 2001 році обійняв посаду директора футбольної школи «Рода» (Керкраде). Також очолював другу команду «Роди» (молодіжний склад).

### «Металург» (Донецьк)
У січні 2004 року розпочав працювати головним тренером клубу Української Прем'єр-ліги «Металург» (Донецьк). 14 marca 2004 awansował na stanowisko głównego trenera Metałurha. По завершенні сезону 2003/04 років залишив команду.

### «Бейтар» (Єрусалим)
Коли Аркадій Гайдамак придбав ізраїльський футбольний клуб, «Бейтар» (Єрусалим), то почав шукати того, хто зможе дати клубу новий імпульс та поглянути з боку, які зміни потрібно провести. До клубу було запрошено Каанена, який замінив Елі Охана, проте Тон надовго в команді не затримався.
Керуючи тим же складом футболістів, що й Охана, Каанен вдалося добитися непоганих результатів, отримати репутацію «рятівника» та створити передумови можливості поборотися за право виступати в континентальних турнірах (Ліга чемпіонів або Кубок УЄФА). Коли Луїс Фернандес був призначений генеральним директором, у француза почали виникати численні суперечки з керівництвом щодо кваліфікації Каанена та його здатності керувати клубом, який прагне стати силою в європейському футболі. Незабаром Тона було звільнено, проте в ізраїльських уболівальників він був дуже популярним, згодом з цієї популярності він отримав дивіденди.

### Заміна Ніра Клінгера
Коли керівництво «Маккабі» (Тель-Авів) вирішило більше не терпіти провальні результати команди під час 100-річного ювілею клубу, стало очевидним, що головний тренер команди Нір Клінгер стоїть на шляху подальшого розвитку клубу. Каанена було призначено виконувачем обов'язків головного тренера.. Незважаючи на підписання за великі кошти двох іменитих гравців, у Кубку Ізраїля столичний клуб програв з рахунком 0:4 представнику другого дивізіону чемпіонату країни «Хапоель» (Акко). Окрім цього в чемпіонаті Ізраїлю «Маккабі» регулярно втрачав очки. Команда займала 6-е місце в чемпіонаті країни й керівництво клубу вирішило звільнити нідерландця.

### «Маккабі» (Нетанья)
4 червня 2006 року Тона Каанена було призначено головним тренером «Маккабі» (Нетанья), проте під керівництвом нідерландського фахівця клуб з Нетанії не зіграв жодного офіційного поєдинку, оскільки вже за тиждень його було звільнено. Причиною звільнення стали сексуальні домагання до дружини одного з тренерів «Бейтара».
Після відходу з Нетанії був близьким до підписання договору з «Бней-Сахнін», який залишив вищу лігу чемпіонату Ізраїлю.

### «Сталь» (Алчевськ)
Проте вже незабаром Каанен повернувся до тренерської роботи (фактично, через місяць) й очолив клуб Української Прем'єр-ліги «Сталь» (Алчевськ). На посаді головного тренера Тон Каанен замінив Миколу Павлова. За словами самого нідерландця, не він формував цю команду й очолив її в складній турнірній ситуації. Підсумком його роботи наприкінці сезону став виліт «Сталі» в Першу лігу та звільнення нідерландця. 

### «Валетта»
У червні 2009 року Каанен підписав контракт з мальтійською «Валеттою». «Об'єктивним завданням у [цій] країні є чемпіонство [як] зв'язок, щоб дістатися до Європи», — сказав Каанен у Лімбурзі. На острів він запросив до себе Йорді Кройфа як гравця та помічника головного тренера. Обоє нідерландці вже разом працювали в донецькому «Металурзі». На чолі столичного клубу завоював Кубок Мальти.

### АЕК (Ларнака)
Влітку 2010 року Йорді Кройф оголосив, що завершує кар'єру футболіста та приєднається до АЕК (Ларнака) на посаду футбольного директора. На посаду головного тренера команди він запросив Тона Каанена, цей тандем поставив перед собою мету створити найсильнішу футбольну команду на Кіпрі. Вже за підсумками першого ж сезону перебування на посаді головного тренера кіпрського клубу вивів його до новоствореної Ліги Європи, запросив до команди колишніх гравців збірної Нідерландів Кефіна Хофланда та Грегора ван Дюйка. У сезоні 2011/12 років до команди приєднався ще один колишній гравець нідерландської збірної, Тім де Клер.

### «Верія»
1 вересня 2013 року керівництво клубу грецької Суперліги «Верія» оголосило, що Каанена призначено новим головним тренером команди. Проте вже через декілька тижнів нідерландця було звільнено.

### «Аріс» (Лімасол)
Наприкінці жовтня 2013 року підписав контракт до завершення сезону з кіпрським «Аріс» (Лімасол).

### «Де Трефферс»
У червні 2014 року очолив клуб нідерландської Топклассе «Де Трефферс».

### «Аполлон» (Лімасол)
У квітні 2015 року залишив аматорський нідерландський клуб та перейшов до «Аполлона» (Лімасол), який на той час був лідером у чемпіонату Кіпру. Регулярну частину чемпіонату «Аполлон» завершив на першому місці, проте в чемпіонському плей-оф поступився АПОЕЛу (Нікосія). У травні 2015 року залишив клуб за власним бажанням.

### Технічний директор «Роди»
У липні 2015 року Каанен повернувся до «Роди», де став технічним консультантом і, серед іншого, відповідав за налогодження співпраці з «Тоттенгем Готспур». У жовтні того ж року переведений на посаду технічного директора. У першому ж сезоні на новій посаді регулярно конфліктував з тренером Даріє Калежичем, якого влітку 2016 року замінив Янніс Анастасіу. У другому сезоні свого перебування в клубі провокував конфлікти в команді. 5 квітня 2017 року був звільнений з займаної посади. Офіційною причиною звільнення стали двотижневі пошуки футбольних талантів у Південній Америці всупереч рішення керівництва клубу. Решту сезону «Рода» дограла без технічного диектора, а вже наступного призначили Губа Стевенса. Напередодні завершення чемпіонату також було звільнено й Анастасіу. 31 липня клуб і технічний директор домовилися про розірвання контракту. За два роки, роботи Каанена в «Роді», він запросив до клубу понад 30 гравців, більшість з яких в команді не затрималися. Мав напружені стосунки як з Даріє Калежичем, так і з Яннісом Анастасіу. Особливо часто конфліктував з Калежичем. Анастасіу вважав Каанена профнепридатним для посади технічного директора, тому вважав за краще співпрацювати з радником Зефом Вергюсеном та дослухався до його порад.

### «Сениця»
У лютому 2018 року нідерландця призначили головним тренером словацького ФК «Сениця».

## Статистика тренера
| «Металург» (Донецьк)  | Україна    | 1 січня 2004    | 30 червня 2004    | 15  | 7   | 5  | 3   | 46,67 |
| «Бейтар» (Єрусалим)   | Ізраїль    | 17 вересня 2005 | 12 грудня 2005    | 15  | 9   | 1  | 5   | 60,00 |
| «Маккабі» (Тель-Авів) | Ізраїль    | 25 грудня 2005  | 30 травня 2006    | 25  | 8   | 9  | 8   | 32,00 |
| «Сталь» (Алчевськ)    | Україна    | 14 липня 2006   | 30 червня 2007    | 29  | 4   | 7  | 18  | 13,79 |
| «Валетта»             | Мальта     | 1 липня 2009    | 30 травня 2010    | 35  | 23  | 7  | 5   | 65,71 |
| АЕК (Ларнака)         | Кіпр       | 1 липня 2010    | 11 листопада 2011 | 52  | 19  | 15 | 18  | 36,54 |
| «Енозіс»              | Кіпр       | 27 вересня 2012 | 30 червня 2013    | 29  | 7   | 8  | 14  | 24,14 |
| «Верія»               | Греція     | 2 вересня 2013  | 29 вересня 2013   | 3   | 0   | 0  | 3   | 00.00 |
| «Аріс» (Лімасол)      | Кіпр       | 23 жовтня 2013  | 30 травня 2014    | 29  | 6   | 10 | 13  | 20,69 |
| «Де Трефферс»         | Нідерланди | 22 червня 2014  | 9 квітня 2015     | 28  | 12  | 7  | 9   | 42,86 |
| «Аполлон» (Лімасол)   | Кіпр       | 9 квітня 2015   | 24 травня 2015    | 6   | 2   | 1  | 3   | 33,33 |
| «Сениця»              | Словаччина | 8 лютого 2018   |                   | 12  | 4   | 3  | 5   | 33,33 |
| Загалом               | Загалом    | Загалом         | Загалом           | 280 | 103 | 73 | 104 | 36,79 |

## Досягнення

### Як тренера
- Кубок Мальти
  -  Володар (1): 2009/10

- Прем'єр-ліга Мальти
  -  Фіналіст (1): 2009/10